# Comunidad Valenciana (ciclismo)
La Comunidad Valenciana, nota in precedenza come Kelme, era una squadra maschile spagnola di ciclismo su strada, attiva nel professionismo tra il 1980 ed il 2006, quando si sciolse conseguentemente all'implicazione di alcuni suoi dirigenti e corridori nell'Operación Puerto.
Sponsorizzata per venticinque stagioni da Kelme, azienda di abbigliamento di Elche, negli ultimi due anni di attività fu finanziata direttamente dal governo della Comunità Valenciana. La squadra ebbe tra le sue file numerosi corridori di fama, tra cui José Recio, Laudelino Cubino, Fabio Parra, José Jaime "Chepe" González, Roberto Heras, Óscar Sevilla, Fernando Escartín, Aitor González e Alejandro Valverde. I principali successi del team arrivarono alla Vuelta a España, con le vittorie finali nel 2000 con Roberto Heras e nel 2002 con Aitor González.

## Storia

### Le origini e gli anni colombiani
La squadra nacque nel 1980 dalle ceneri di un altro team, la Transmallorca-Flavia-Gios, grazie all'idea dei fratelli José e Diego Quiles, decisi a pubblicizzare tramite il ciclismo la loro azienda di scarpe sportive Kelme. A inizio decennio la squadra, diretta da Rafael Carrasco e basata a Elche, si affermò tra le migliori formazioni nazionali, partecipando regolarmente alla Vuelta a España e ottenendo anche due podi finali nella corsa con Pedro Torres (1980) e Vicente Belda (1981); fuori dai confini nazionali, Kelme fu invitata a due edizioni del Tour de France, nel 1980 e 1981, e a una del Giro d'Italia, nel 1982.
A partire dal 1985, su idea del ds Carrasco, arrivarono in squadra i primi ciclisti colombiani; negli anni seguenti vestirono la maglia Kelme, tra gli altri, Óscar de Jesús Vargas, Nelson Rodríguez, Omar Hernández, Martín Farfán, Julio César Cadena, Oliverio Rincón e soprattutto il boyacense Fabio Parra, che con il terzo posto finale al Tour de France 1988 divenne il primo sudamericano a salire sul podio della Grande Boucle. Parra concluse anche secondo alla Vuelta a España 1989, preceduto per soli 35" da Pedro Delgado, vincitore nonostante le accuse colombiane di corruzione a un ciclista avversario.

### 1997-2003: le vittorie di Kelme-Costa Blanca

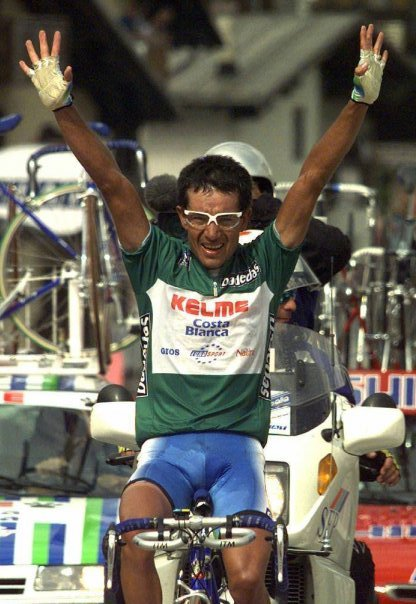
"Chepe" González al Giro d'Italia 1997

Dopo gli anni del dominio di Miguel Indurain, il periodo di maggior successo per Kelme fu tra la seconda metà degli anni 1990 e l'inizio del terzo millennio, sotto la guida del ds Álvaro Pino, poi sostituito da Vicente Belda. Tra i risultati ottenuti dall'allora Kelme-Costa Blanca (dal nome dello sponsor istituzionale della provincia) spiccano le vittorie finali alla Vuelta a España nel 2000 con Roberto Heras e nel 2002 con Aitor González, le classifiche dei GPM vinte dal colombiano José Jaime González al Giro nel 1997 e nel 1999, e la classifica scalatori vinta dall'altro colombiano Santiago Botero al Tour de France 2000. Si ricordano anche i piazzamenti di Fernando Escartín, secondo alla Vuelta a España 1997 e terzo al Tour de France 1999, e di Óscar Sevilla, secondo alla Vuelta a España 2001, e le vittorie nella classifica a squadre al Tour de France nel 2000 e nel 2001.
Nel 2002 fece il suo debutto da professionista in Kelme Alejandro Valverde; il murciano rimase in squadra fino a fine 2004, vincendo in tre anni tre tappe alla Vuelta a España, due alla Vuelta al País Vasco e due Klasika Primavera. Di Valverde, Manzano riferì come il compagno avesse assunto testosterone durante la Vuelta a España 2002, quando entrambi gareggiavano per la Kelme.

### 2004-2006: i fatti di doping e la chiusura
A inizio 2004 il team, come anche l'azienda Kelme, dovette fronteggiare una grave crisi economica: dopo aver rischiato di chiudere, il gruppo sportivo fu salvato dall'intervento del governo della Comunità Valenciana, che subentrò a Kelme come primo sponsor fornendo liquidità aggiuntiva per 1,8-2 milioni di euro. La nuova squadra, rinominata Comunidad Valenciana-Kelme, fu iscritta alla seconda divisione delle squadre UCI (era nella prima fino al 2003).
Nel marzo dello stesso anno scoppiò il "caso Manzano": in un'esclusiva intervista concessa al quotidiano As, l'ex ciclista della Kelme Jesús Manzano denunciò le pratiche dopanti in uso nel team. Durante l'intervista parlò delle emotrasfusioni e di diverse altre pratiche dopanti a cui era stato sottoposto fino al 2003, quando era alla Kelme. Immediatamente la Kelme negò quanto dichiarato dal ciclista e Jean-Marie Leblanc, direttore del Tour de France, rimase inizialmente scettico al riguardo. Dopo rivelazioni più dettagliate, la squadra si vide ritirare l'invito sia al Giro d'Italia che al Tour de France di quell'anno. Le investigazioni che seguirono portarono diversi membri della Kelme a essere interrogati dalle autorità sportive spagnole a partire dall'aprile 2004. Tra questi Eufemiano Fuentes, medico ufficiale della Kelme dal 1994 al 2002, Walter Virú, medico prima di Fuentes, e Alfredo Córdova, che lavorava per la Liberty Seguros ma aveva avuto rapporti con la Kelme nel 2003. Kelme abbandonò la sponsorizzazione al termine della stagione.
Un'investigazione sulle pratiche "mediche" di Fuentes iniziò nel 2006 da parte della Unidad Central Operativa, il ramo anti-droga della Guardia Civil. Nel maggio del 2006 furono effettuati diversi arresti nell'ambito dell'operazione denominata Operación Puerto, e a questi seguirono condanne perlopiù sportive; tutto era partito dalle dichiarazioni di Manzano e dallo scandalo originatosi due anni prima. Anche in seguito ai fatti dell'Operación Puerto e al conseguente mancato invito a Tour de France e Vuelta a España, il 20 agosto 2006 anche il governo della Comunità Valenciana lasciò la sponsorizzazione, e la squadra dovette cessare l'attività. Si chiudeva così la storia dell'allora più longevo team professionistico maschile, attivo da ben ventisette stagioni.

## Cronistoria

### Annuario
| Anno | Codice | Nome                                                                              | Cat. | Biciclette  | Dirigenza                                                                                                   |
| ---- | ------ | --------------------------------------------------------------------------------- | ---- | ----------- | --- |
| 1980 | -      | Kelme                                                                             | Pro  | Gios        | Dir. sportivi: Rafael Carrasco                                                                              |
| 1981 | -      | Kelme                                                                             | Pro  | Gios        | Dir. sportivi: Rafael Carrasco                                                                              |
| 1982 | -      | Kelme                                                                             | Pro  | Eddy Merckx | Dir. sportivi: Rafael Carrasco                                                                              |
| 1983 | -      | Kelme                                                                             | Pro  | Eddy Merckx | Dir. sportivi: Rafael Carrasco, Pedro Torres                                                                |
| 1984 | -      | Kelme                                                                             | Pro  | Eddy Merckx | Dir. sportivi: Rafael Carrasco, Pedro Torres                                                                |
| 1985 | -      | Kelme                                                                             | Pro  | Eddy Merckx | Dir. sportivi: Rafael Carrasco, Pedro Torres                                                                |
| 1986 | -      | Kelme                                                                             | Pro  | Eddy Merckx | Dir. sportivi: Rafael Carrasco, Pedro Torres                                                                |
| 1987 | -      | Kelme                                                                             | Pro  | Eddy Merckx | Dir. sportivi: Rafael Carrasco, Pedro Torres, Juan Sunol                                                    |
| 1988 | -      | Kelme-Iberia                                                                      | Pro  | Eddy Merckx | Dir. sportivi: Rafael Carrasco, Juan Sunol                                                                  |
| 1989 | -      | Kelme-Iberia-Varta                                                                | Pro  | Eddy Merckx | Dir. sportivi: Rafael Carrasco, Juan Sunol                                                                  |
| 1990 | -      | Kelme-Ibexpress                                                                   | Pro  | Eddy Merckx | Dir. sportivi: Rafael Carrasco, Juan Sunol, Marcos Ravelo                                                   |
| 1991 | -      | Kelme-Ibexpress-CAM                                                               | Pro  | Eddy Merckx | Dir. sportivi: Rafael Carrasco, Juan Sunol, Marcos Ravelo                                                   |
| 1992 | -      | Kelme                                                                             | Pro  | Eddy Merckx | Dir. sportivi: Rafael Carrasco, Juan Sunol, Álvaro Pino                                                     |
| 1993 | KEL    | Kelme-Xacobeo '93                                                                 | Pro  | Eddy Merckx | Dir. sportivi: Joan Mas, Juan Campos, Álvaro Pino                                                           |
| 1994 | KEL    | Kelme-Avianca                                                                     | -    | Gios        | Dir. sportivi: Joan Mas, Juan Campos, Álvaro Pino                                                           |
| 1995 | KEL    | Kelme-Sureña-Avianca                                                              | -    | Gios        | Manager: Joan Mas Dir. sportivi: Álvaro Pino, Vicente Belda, Alejandro Vásquez                              |
| 1996 | KEL    | Kelme-Artiach                                                                     | GSI  | Gios        | Manager: Joan Mas Dir. sportivi: Álvaro Pino, Francisco Giner, Jesús Gusmán                                 |
| 1997 | KEL    | Kelme-Costa Blanca                                                                | GSI  | Gios        | Manager: Joan Mas Dir. sportivi: Álvaro Pino, Vicente Belda, José Labarta, José Teixeira, Alejandro Vásquez |
| 1998 | KEL    | Kelme-Costa Blanca                                                                | GSI  | Gios        | Manager: Joan Mas Dir. sportivi: Álvaro Pino, José Labarta                                                  |
| 1999 | KEL    | Kelme-Costa Blanca                                                                | GSI  | Gios        | Manager: Joan Mas Dir. sportivi: Álvaro Pino, Vicente Belda, José Labarta                                   |
| 2000 | KEL    | Kelme-Costa Blanca                                                                | GSI  | Look        | Manager: Joan Mas Dir. sportivi: Vicente Belda, José Labarta, José Luis Laguía, Nelson Giraldo              |
| 2001 | KEL    | Kelme-Costa Blanca                                                                | GSI  | Look        | Manager: Joan Mas Dir. sportivi: Vicente Belda, José Labarta, José Luis Laguía, Nelson Giraldo              |
| 2002 | KEL    | Kelme-Costa Blanca                                                                | GSI  | Look        | Manager: Joan Mas Dir. sportivi: Vicente Belda, José Labarta, José Luis Laguía                              |
| 2003 | KEL    | Kelme-Costa Blanca                                                                | GSI  | Look        | Manager: Joan Mas Dir. sportivi: Vicente Belda, José Labarta, José Luis Laguía                              |
| 2004 | KEL    | Kelme-Costa Blanca (fino al 19 giugno) Comunidad Valenciana-Kelme (dal 19 giugno) | GSII | Look        | Manager: Joan Mas Dir. sportivi: Vicente Belda, José Labarta, José Luis Laguía                              |
| 2005 | KEL    | Comunidad Valenciana-Elche                                                        | PCT  | Look        | Manager: José Luis Aznar, Ramón Sánchez Esteve Dir. sportivi: Vicente Belda, José Labarta                   |
| 2006 | KEL    | Comunidad Valenciana                                                              | PCT  | Orbea       | Manager: José Luis Aznar Dir. sportivi: Vicente Belda, José Labarta                                         |

### Classifiche UCI
| Anno | Classifica | Pos. | Migliore cl. individuale |
| ---- | ---------- | ---- | ------------------------ |
| 1995 | -          | 23º  | Laudelino Cubino (105º)  |
| 1996 | -          | 20º  | Fernando Escartín (51º)  |
| 1997 | -          | 13º  | Fernando Escartín (12º)  |
| 1998 | -          | 16º  | Fernando Escartín (14º)  |
| 1999 | GSI        | 18º  | Roberto Heras (10º)      |
| 2000 | GSI        | 5º   | Roberto Heras (5º)       |
| 2001 | GSI        | 14º  | Óscar Sevilla (8º)       |
| 2002 | GSI        | 13º  | Aitor González (7º)      |
| 2003 | GSI        | 22º  | Alejandro Valverde (7º)  |
| 2004 | GSII       | 1º   | Alejandro Valverde (5º)  |
| 2005 | Europe T.  | 3º   | Rubén Plaza (14º)        |
| 2006 | Europe T.  | 10º  | Rubén Plaza (25º)        |

## Divise
| Kelme (1980) | Kelme (1981-1982) | Kelme (1983-1987) | Kelme (1988-1990) | Kelme (1991) | Kelme (1992) | Kelme-Xacobeo (1993) | Kelme-Avianca (1994) | Kelme-Sureña (1995) | Kelme-Artiach (1996) |

| Kelme-Costa Blanca (1997-2000) | Kelme-Costa Blanca (2001-2003) | Comunidad Valenciana (2004-2006) |

## Palmarès

### Grandi Giri
- Giro d'Italia

Partecipazioni: 12 (1982, 1993, 1994, 1995, 1996, 1997, 1998, 1999, 2000, 2001, 2002, 2003)
Vittorie di tappa: 12
1982: 1 (Vicente Belda)
1994: 1 (Laudelino Cubino)
1995: 1 (Laudelino Cubino)
1996: 1 (Ángel Edo)
1997: 2 (José Luis Rubiera, José Jaime González
1998: 1 (Ángel Edo)
1999: 2 (Roberto Heras, José Jaime González)
2000: 1 (José Luis Rubiera)
2002: 2 (2 Aitor González)
Vittorie finali: 0
Altre classifiche: 3
1997: Scalatori (José Jaime González), Squadre
1999: Scalatori (José Jaime González)
- Tour de France

Partecipazioni: 15 (1980, 1981, 1988, 1989, 1990, 1994, 1995, 1996, 1997, 1998, 1999, 2000, 2001, 2002, 2003)
Vittorie di tappa: 10
1988: 2 (Fabio Parra, Juan Martínez Oliver)
1994: 1 (Francisco Cabello)
1996: 1 (José Jaime González)
1999: 1 (Fernando Escartín)
2000: 2 (Javier Otxoa, Santiago Botero)
2001: 1 (Félix Cárdenas)
2002: 2 (2 Santiago Botero)
Vittorie finali: 0
Altre classifiche: 5
1995: Combattività (Hernán Buenahora)
2000: Scalatori (Santiago Botero), Squadre
2001: Giovani (Óscar Sevilla), Squadre
- Vuelta a España

Partecipazioni: 26 (1980, 1981, 1982, 1983, 1984, 1985, 1986, 1987, 1988, 1989, 1990, 1991, 1992, 1993, 1994, 1995, 1996, 1997, 1998, 1999, 2000, 2001, 2002, 2003, 2004, 2005)
Vittorie di tappa: 42
1981: 5 (Prieto, Fernández, Murga, Suárez, Belda)
1982: 3 (Martínez, Recio, Fernández)
1984: 1 (José Recio)
1985: 2 (2 José Recio)
1986: 1 (José Recio)
1987: 1 (Carlos Emiro Gutiérrez)
1988: 4 (2 Gastón, Parra, Martínez)
1990: 2 (Néstor Mora, Martín Farfán)
1991: 1 (Antonio Miguel Díaz)
1992: 1 (Julio César Cadena)
1994: 1 (Ángel Camargo)
1997: 1 (Roberto Heras)
1998: 1 (Roberto Heras)
2000: 3 (2 Roberto Heras, Félix Cárdenas)
2001: 2 (2 Santiago Botero)
2002: 4 (3 Aitor González, Santiago Botero)
2003: 2 (2 Alejandro Valverde)
2004: 4 (Valverde, Jiménez, Julia, Pascual)
2005: 3 (Jiménez, Quesada, Plaza)
Vittorie finali: 2
2000 (Roberto Heras)
2002 (Aitor González)
Altre classifiche: 10
1982: Squadre
1989: Squadre
1990: Scalatori (Martín Farfán)
1997: Squadre
2000: Punti (Roberto Heras), Squadre
2002: Squadre
2003: Combinata (Alejandro Valverde)
2004: Squadre
2005: Squadre

### Campionati nazionali
- Campionati colombiani: 1

In linea: 1993 (Federico Muñoz)
- Campionati costaricani: 1

Cronometro: 2004 (José Adrián Bonilla)
- Campionati russi: 1

In linea: 1992 (Asjat Saitov)
- Campionati spagnoli: 1

In linea: 1993 (Ignacio García Camacho)